# Rafa Pons
Rafa Pons (Barcelona, 16 de mayo de 1978) es un cantautor compositor y músico español. Comenzó su carrera en el grupo Mil Dudas, formado por su grupo de amigos, pero más tarde lo abandonó para dedicarse a su carrera en solitario con un estilo musical entre el rock y la canción de autor.

## Biografía
Al iniciar su carrera en solitario lanza sus dos primeras maquetas: Dime con quién andas (2002), y Luna, Alcohol y Besos incluso (2003), y da conciertos en diversas salas de Barcelona. Rafa recorre por toda España concursos de cantautores y, tras varios segundos puestos en diversos festivales, gana el primer premio en el concurso de Viladecans (Barcelona) por Julia Roberts.
En 2005 participa en  el disco Vengo a Cantautar, de la productora barcelonesa Les Nits de l'Art en el que graban múltiples cantautores de la escena barcelonesa. Posteriormente se grabó un segundo titulado Cantautar en el que interpreta la canción No m'importará pas gens de Joan Baptista Humet. Ese mismo año graba su tercera maqueta, Filatélico.
Después de la grabación de esta maqueta, diferentes discográficas se interesaron por su trabajo y finalmente fichó por Batiendo Records, con la que grabó su primer disco: Mal te veo (2007), cuyo primer sencillo es Nieve en la ventana. En abril de 2007 comienza junto con su banda la gira de presentación del disco por diversas ciudades de España. En el mes de julio graban el videoclip de su segundo sigle, Hotel y domicilio; y finalmente la gira concluye el 21 de diciembre del mismo año en la Sala Apolo de Barcelona.
El 15 de enero del 2009 Rafa Pons presentó junto a su banda su segundo disco, Insisto (2009), en el Teatre Joventut de l'Hospitalet de Llobregat, con todas las localidades vendidas, en el concierto de inauguración del Festival Barnasants 2009, y el 23 de enero en la sala Galileo Galilei en Madrid.
En el año 2011 edita su tercer disco, titulado Persona, Animal o Cosa.
Su cuarto disco salió a la calle el 20 de enero de 2015 bajo el título Disimula, editado por El Niño de la Hipoteca Records, y en febrero del mismo año comienza la gira de presentación.
En 2013 llenó el Palau de la música catalana de Barcelona, en la que es una de sus actuaciones más importantes hasta la fecha.
De 2013 a 2018 formó parte de la oficina Atracttion Management.
En 2017 publicó su disco "Hambre de balón" grabado en directo en el Teatro Nuevo Apolo de Madrid que fue editado por Sony y contó con la colaboración de artistas amigos como Marwan, Funambulista, Luis Ramiro, El niño de la hipoteca, El Kanka y Andrés Suárez.
En 2018 publicó su disco "La guerra del Sexo", en el que colabora La Pegatina y Alba Carmona.
En 2020 Sale el disco "Ni tú, ni vos" compuesto e interpretado junto a Zambayonny, artista y amigo argentino, con el cual presentaron el disco en España, Argentina y Uruguay.
En 2023 ha publicado su disco "Joven", el que ya es su octavo trabajo discográfico.
Rafa también forma parte desde 2017 del podcast "el futuro era mejor" que dirige y presenta junto a Pau Garcia´Milà.
Rafa ha editado también un libro de cuento en 2014 "A cuento de nada" y una novela de auto- ficción "Las Cabezas" en 2020.
En 2023 estrenó en el Corral de Cervantes en Madrid la obra de teatro escrita y protagonizada junto a Luis Ramiro La canción del viejo mundo, un espectáculo producido por la Fundación Siglo de oro que mezclaba música y teatro y constituía un canto de amor al siglo de oro.
En la actualidad sigue de gira, como siempre y pasa la vida entre Argentina y España, ya que su mujer Cyn es de allí, así como su hijo Martín Pons, quien a sus 9 años ya apunta maneras como gran portero de fútbol y desarrolla su gran oído musical cantando todos los temas de su padre en los conciertos.

## Discografía

### Maquetas
- Dime con quién andas, (2002).
- Luna, Alcohol y Besos incluso, (2003).
- Filatélico, (2005).

### Discos
- Mal te veo (2007), (Batiendo Records).

Singles
- Nieve en la ventana
- Hotel y domicilio

- Insisto (2009), (Ventilador Music).

- Persona, animal o cosa (2011), (La Produktiva Records).

- A que me enamoro

- Disimula (2015), (El Niño de la Hipoteca Records).

- Hambre de Balón (2017), (Sony Music Entertainment España).

- La Guerra del Sexo (2018), (El Niño de la Hipoteca Records).

- Ni tú, ni vos (2020), (El Niño de la Hipoteca Records).

- Joven (2020), (El Niño de la Hipoteca Records).

### Colaboraciones
- Vengo a cantautar (2005), (Les Nits de l'Art).
- Cantautar (2006), (Les Nits de l'Art).
- Libélula Incrédula (2008), de Alfonso Mora, en la canción "Vestido de Abril" (Batiendo Records).
- Escóndete cerca (2010), (en disco "Pesimoptimista" de Albert Sans)